# Cristian Barrios
Cristian Nahuel Barrios (Dock Sud, 7 maggio 1998) è un calciatore argentino, centrocampista del Barracas Central in prestito dal San Lorenzo.

## Caratteristiche tecniche
È un trequartista.

## Carriera
Cresciuto nelle giovanili del San Lorenzo, ha esordito il 21 maggio 2017 in occasione del match perso 1-0 contro l'Aldosivi.

## Statistiche

### Presenze e reti nei club
Statistiche aggiornate al 28 aprile 2025.
| Stagione                     | Squadra                      | Campionato                   | Campionato | Campionato | Coppe nazionali | Coppe nazionali | Coppe nazionali | Coppe continentali | Coppe continentali | Coppe continentali | Altre coppe | Altre coppe | Altre coppe | Totale | Totale | Totale |
| Stagione                     | Squadra                      | Comp                         | Pres       | Reti       | Comp            | Pres            | Reti            | Comp               | Pres               | Reti               | Comp        | Pres        | Reti        | Pres   | Reti   |        |
| ---------------------------- | ---------------------------- | ---------------------------- | ---------- | ---------- | --------------- | --------------- | --------------- | ------------------ | ------------------ | ------------------ | ----------- | ----------- | ----------- | ------ | ------ | ------ |
| 2016-2017                    | San Lorenzo                  | PD                           | 4          | 0          | CA              | 1               | 0               | CL                 | 3                  | 1                  | -           | -           | -           | 8      | 1      |        |
| 2017-2018                    | San Lorenzo                  | PD                           | 16         | 2          | CA              | 1               | 0               | CS                 | 2                  | 0                  | -           | -           | -           | 19     | 2      |        |
| 2018-2019                    | San Lorenzo                  | PD                           | 8          | 0          | CA+CdS          | 1+4             | 0               | CL                 | 5                  | 1                  | -           | -           | -           | 18     | 1      |        |
| 2019-gen. 2020               | San Lorenzo                  | PD                           | 9          | 1          | CA              | 0               | 0               | -                  | -                  | -                  | -           | -           | -           | 9      | 1      |        |
| gen.-giu. 2020               | Defensa y Justicia           | PD                           | 2          | 0          | CA              | 0               | 0               | CL                 | -                  | -                  | -           | -           | -           | 2      | 0      |        |
| ago.-dic. 2020               | Central Córdoba (SdE)        | PD                           | 0          | 0          | CA+CM           | 0+8             | 0               | -                  | -                  | -                  | -           | -           | -           | 8      | 0      |        |
| gen.-giu. 2021               | Central Córdoba (SdE)        | PD                           | 0          | 0          | CA+CdL          | 0+7             | 0               | -                  | -                  | -                  | -           | -           | -           | 7      | 0      |        |
| Totale Central Córdoba (SdE) | Totale Central Córdoba (SdE) | Totale Central Córdoba (SdE) | 0          | 0          |                 | 15              | 0               |                    | -                  | -                  |             | -           | -           | 15     | 0      |        |
| lug.-dic. 2021               | San Lorenzo                  | PD                           | 15         | 0          | CA+CdL          | 0               | 0               | -                  | -                  | -                  | -           | -           | -           | 15     | 0      |        |
| 2022                         | San Lorenzo                  | PD                           | 25         | 2          | CA+CdL          | 0+4             | 0               | -                  | -                  | -                  | -           | -           | -           | 29     | 2      |        |
| 2023                         | San Lorenzo                  | PD                           | 25         | 2          | CA+CdL          | 5+12            | 0               | CS                 | 9                  | 1                  | -           | -           | -           | 51     | 3      |        |
| 2024                         | San Lorenzo                  | PD                           | 21         | 0          | CA+CdL          | 3+13            | 0               | CL                 | 7                  | 0                  | -           | -           | -           | 44     | 0      |        |
| Totale San Lorenzo           | Totale San Lorenzo           | Totale San Lorenzo           | 123        | 7          |                 | 44              | 0               |                    | 26                 | 3                  |             | -           | -           | 193    | 10     |        |
| 2025                         | Barracas Central             | PD                           | 15         | 0          | CA              | 1               | 0               | -                  | -                  | -                  | -           | -           | -           | 16     | 0      |        |
| Totale carriera              | Totale carriera              | Totale carriera              | 140        | 7          |                 | 60              | 0               |                    | 26                 | 3                  |             | -           | -           | 226    | 10     |        |